# Lista dos deputados provinciais da 26.ª legislatura de Santa Catarina
Lista dos deputados provinciais de Santa Catarina - 26ª legislatura (1886 — 1887).
| Nº | Deputado                               | Votos |
| -- | -------------------------------------- | ----- |
| 1  | João José Pinheiro                     | 254   |
| 2  | Tomás Antônio de Oliveira              | 188   |
| 3  | José Inácio de Oliveira Tavares        | 139   |
| 4  | Alexandre Ernesto de Oliveira          | 87    |
| 5  | Germano Wendhausen                     | 81    |
| 6  | Luís Gomes Caldeira de Andrada         | 78    |
| 7  | Francisco de Paula Sena Pereira        | 73    |
| 8  | Cristóvão Nunes Pires                  | 69    |
| 9  | João Pereira Vidal                     | 198   |
| 10 | Francisco Gonçalves da Silva Barreiros | 120   |
| 11 | Domingos José da Costa Barbosa         | 119   |
| 12 | José Maria Antunes Ramos               | 93    |
| 13 | Francisco Tolentino                    | 78    |
| 14 | Germano Augusto Lepper                 |       |
| 15 | Matias Joaquim da Gama e Silva         |       |
| 16 | Antônio Pereira da Silva e Oliveira    |       |
| 17 | Manuel Gaspar da Cunha                 |       |
| 18 | Guilherme Asseburg                     |       |
| 19 | Manuel José de Oliveira                |       |
| 20 | Vidal Ramos                            |       |
| 21 | João Custódio Dias Formiga             |       |
| 22 | Fernando Hackradt Júnior               |       |
| 23 | Antônio João Vieira Júnior             |       |
| 24 | João do Prado Faria                    |       |
| 25 | Jorge Ricardo da Silva                 |       |
| 26 | Joaquim Maximiano dos Santos           |       |